# Bacopa congesta
Bacopa congesta är en grobladsväxtart som beskrevs av Chod. och Hassl.. Bacopa congesta ingår i släktet tjockbladssläktet, och familjen grobladsväxter. Inga underarter finns listade i Catalogue of Life.